# Jim Berry
Pour les articles homonymes, voir Berry.
Jim Berry (né le 16 janvier 1932 et mort le 20 mars 2015) est un auteur de comic strips américain.

## Biographie
Jim Berry naît le 16 janvier 1932 à Chicago. Diplômé de l'université Wesleyenne de l'Ohio, il commence en 1963 une série de gags intitulée Berry's World. Chaque jour durant quarante ans, il dessine un dessin humoristique complété le dimanche par un strip en une planche. En 1974, il crée le srip Benjy qui s'arrête en 1975. Il est aussi l'auteur avec Dennis O'Neil du roman Dragon's Fist signé du pseudonyme commun Jim Dennis et publié en 1974. O'Neil reprend l'histoire pour l'adapter en avril 1975 en comics sous le titre de Richard Dragon, Kung Fu Fighter. En 2003, Jimm Berry prend sa retraite. Il meurt le 20 mars 2015.